# Don’t Let Me Down
A Don't Let Me Down a The Beatles angol rockegyüttes dala, amelyet 1969-ben vettek fel a Let It Be ülések alkalmával. A dalt John Lennon írta, és a Lennon–McCartney szerzeményként jelölték. Billy Preston szintetizátoron működik közre a felvételen; a Get Back kislemez megjelenése során a "The Beatles és Billy Preston" szerepelt az előadóknál. Az eredetileg B-oldalként megjelent dalt az album producere, Phil Spector elvetette, hogy a végső változaton szerepeljen. Végül később felkerült a Let It Be... Naked remixalbumra.

## A dal szerkezete
A művet John Lennon még 1968-ban, gyötrelmes szerelmes dalként írta Yoko Ono számára. Paul McCartney „őszinte könyörgésként” értelmezte, Lennon pedig azt mondta Onónak: „Ezzel tényleg kilógok a sorból, hogy láthatóvá váljon a sebezhetőségem, ezért nem hagyhatsz cserben."
A dal E-dúr hangnemben szól, és 4/4 ütesmes versszaka van a refrénben és a zenei hídban, de a versszakok az énekben 5/4 ütemre váltanak. Ez a dal (a Sun King-hez hasonlóan) a Fleetwood Mac Albatross című számának F♯m7–E hangzásából eredeztethető, McCartney hangszeres és vokális részekben is közreműködött, George Harrison pedig ereszkedő kétszólamú szólógitár kíséretet és egy ellentétes dallamot adott hozzá a versszakokhoz. híd. Alan W. Pollack kijelenti, hogy "az ellenpontos dallam, amelyet az Alternate Verse alatt oktávban játszanak a basszusgitárok és a szólógitárok, az egyik legújszerűbb, szokatlanabb hangszeres érintés, amely a Beatles katalógusában bárhol megtalálható."

## Rögzítése és megjelenése
A Don't Let Me Down több változatát is rögzítette a The Beatles a Get Back/Let It Be felvételei során. Az 1969. január 28-án felvett változat február elején, a vokál áthangosításaival az ugyanazon a napon felvett Get Back kislemez B-oldalaként jelent meg. A Get Back az első, a Don't Let Me Down pedig a 35. helyet érte el az amerikai Billboard Hot 100 listáján. Amikor a Get Back projektet újra elővették, Phil Spector kihagyta a Don't Let Me Down-t a végleges albumról.
Az együttes kétszer is előadta a dalt az 1969. január 30-i tetőkoncertjük során, az első előadást Michael Lindsay-Hogg rögzítette és ezt a részt az 1970-es Let It Be című film tartalmazza. 2003 novemberében a Let It Be... Naked albumon megjelent a két tetőkoncert változat összeszerkesztése. Mindkét változat látható a 2022-es The Beatles: Get Back – The Rooftop Concert című filmben.
A dal B-oldalas változata a Hey Jude, The Beatles 1967–1970, valamint a Past Masters Volume 2 és Mono Masters című válogatásalbumon is szerepelt. Ugyanez a felvétel hallható az 1988-as Imagine: John Lennon dokumentumfilm filmzene albumán is.

## Fogadtatása
Az Allmusic szerkesztői Richie Unterberger és Stephen Thomas Erlewine szerint a "Beatles egyik legerősebb szerelmes dala", valamint "szívszorító lélek" jelzővel illette a dalt. Roy Carr és Tony Tyler pedig "nagyszerű kijózanodás a nyomorúság-szakértő J. W. O. Lennon, MBE tollából. És még mindig az egyik leginkább alulértékelt Beatles-szerzemény." A fejek forradalma szerzője, Ian MacDonald dicsérte a dalt, és kijelentette, hogy "ez a dal komoly vetélytársa a  szám a Come Together-nek, mint Lennon legjobb szerzeménye a Beatles utolsó időszakából". A Don't Let Me Down a legnézettebb videó a The Beatles hivatalos YouTube-csatornáján, a több mint 446 millió megtekintésével.

## Közreműködött
Ian MacDonald szerint:
- John Lennon – ének, ritmusgitár
- Paul McCartney – basszusgitár, vokál
- George Harrison – szólógitár, vokál
- Ringo Starr – dob
- Billy Preston – szintetizátor

"George Martin és Glyn Johns zavaros produceri teendői miatt" nem szerepelt hivatalos produceri elismerése a kislemez borítóján. Ellenben A The Beatles 1967-1970 válogatásalbumon szereplő megjegyzés Martint tünteti fel a dal producerének.

## Helyezések
| Ország                     | Helyezés |
| -------------------------- | -------- |
| Amerikai Billboard Hot 100 | 35       |

## Fordítás
Ez a szócikk részben vagy egészben  a   Don't Let Me Down (Beatles song) című angol Wikipédia-szócikk fordításán alapul.  Az eredeti cikk szerkesztőit annak laptörténete sorolja fel. Ez a jelzés csupán a megfogalmazás eredetét és a szerzői jogokat jelzi, nem szolgál a cikkben szereplő információk forrásmegjelöléseként.

## Forrás

### Angol nyelvű
- Lewisohn, Mark: The Complete Beatles Recording Sessions. London: Hamlyn, 1988. ISBN 978-0-600-63561-1
- Sheff, David: All We Are Saying: The Last Major Interview with John Lennon and Yoko Ono. New York: St. Martin's Griffin, 2000. ISBN 0-312-25464-4

### Magyar nyelvű
- Barry Miles: Paul McCartney; ford. Lénárt Levente; Cartaphilus, Budapest, 2009 (Legendák élve vagy halva) ISBN 978-963-2660-96-7
- Bánosi György – Tihanyi Ernő: Beatles zenei kalauz. Az együttzenélés és a szólóévek. 1958–1999. Budapest: Anno Kiadó, 1999. ISBN 963-853-895-3
- Ian Macdonald: A fejek forradalma. A Beatles és a hatvanas évek. (ford. Révbíró Tibor) Budapest: Helikon Kiadó, 2015. ISBN 978-963-227-468-3
- Marsi József: Beatles Kódex – A Beatles együttes teljes életművének enciklopédiája. (bővített kiadás) Budapest: Könyvműhely, 2022. ISBN 978-615-01-5036-9

## Külső hivatkozás
The Beatles - Don't Let Me Down a Youtube-on